# شهر پنریث
شهر پنریث (انگلیسی: City of Penrith) یک منطقه دولتی محلی در ایالت نیو ساوت ولز، استرالیا است.